# Pasites maculatus
Pasites maculatus  (лат.) — вид пчёл-кукушек рода Pasites из трибы Ammobatini семейства Apidae. Европа (Западная, южная и восточная). Длина 7—8 мм. Активны с мая по август. Клептопаразиты пчёл рода Nomia, Pseudapis (Pseudapis diversipes, P. femoralis, P. bispinosa) и других, в гнёзда которых откладывают свои яйца. Как и другие пчёлы-кукушки не обладают приспособлениями для опыления и сбора пыльцы (нет корзиночек на ногах, модифицированных волосков на теле и т.д.). Жвалы острые, без зубчиков. Переднее крыло с 2 радиомедиальными ячейками. 
Усики и самок и самцов 12-члениковые. Брюшко красно-коричневое, голова и грудь — чёрные.